# ワルツ第12番 (ショパン)
ワルツ第12番（ワルツだいじゅうにばん）ヘ短調作品70-2は、フレデリック・ショパンが1841年に作曲したワルツ。第11番と同様に、死後の1855年にユリアン・フォンタナの手でパリで出版された（ただし、1852年にロ短調のワルツと共に『2つの感傷的なワルツ』の名でクラクフで出版されている）。
この曲は出版を前提としたものではなく、個人的な作品として書かれたものであり、知人女性に宛てた自筆譜が5点残されている。

## 曲の構成
アレグレット。二部形式。調性が不安定で、ヘ短調－変ホ長調－ハ短調－変イ長調と調の間を移ろいながら、綿々と右手の旋律が連続する。最後も平行調の変イ長調で終わっており、構成的な主張は乏しい。
フォンタナは、出版に当たって曲全体を2回繰り返す改訂を行っており、複合二部形式となっている。